# ヤン・ラース

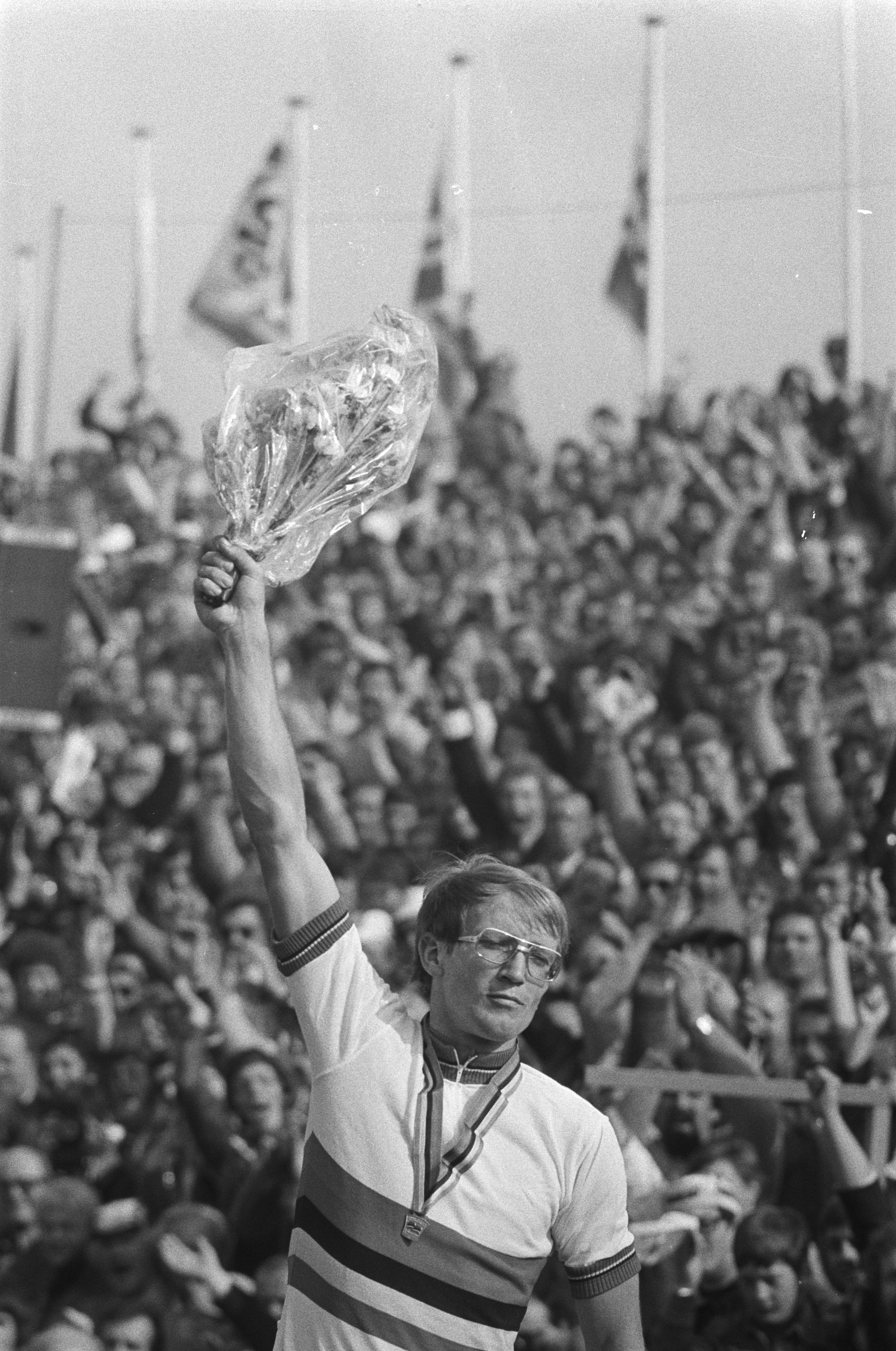

ヤン・ラース（Jan Raas、1952年11月8日- ）は、オランダ・ハイケンスザント出身の元自転車競技選手。

## 経歴
アマチュア時代よりペーター・ポストの目に留まり、1975年にポスト率いるTI・ローリーと契約を結んでプロ転向。当時のTI・ローリーは、ヨープ・ズートメルク、ハニー・クイパー、ヘリー・クネットマン、ラースの4人のオランダ国籍選手を中心として、ロードレース界最強と目された選手層の厚さを誇っていた。なお、上記4選手はいずれも世界選手権・個人ロードレースを制している。
1976年に国内選手権優勝。1977年にはミラノ～サンレモとアムステルゴールドレースを制するが、アムステルゴールドレースでは以後1980年まで実に4連覇、1982年も制覇して通算5回制覇し、現在も同レース最多優勝記録を保持している。なお、この年の同レースでは、2位にクネットマン、3位にクイパーが入っている。1978年、フランチェスコ・モゼールらを下しアムステルゴールドレース連覇、またパリ〜ツール、パリ〜ブリュッセルも制した。
1979年、地元オランダのファルケンビュルフで開催された世界選手権・個人ロードにおいて、西ドイツのディートリッヒ・テュラウとのスプリント争いを制し、TI・ローリー勢としては、クイパー、クネットマンに続き3人目の世界チャンピオンとなった。この年は他に、ロンド・ファン・フラーンデレン、E3プライス・フラーンデレン、ロンド・ファン・ネーデルランドを制し、アムステルゴールドレースでは3連覇を達成するなど、大活躍の1年となった。
1980年、アムステルゴールドレースではついに4連覇を達成した他、E3プライス・フラーンデレンも連覇。また、ロッテルダム6日間レースでは同じオランダ人のレネ・パイネンと組んで優勝し、その他のワンデイレースも多数優勝。
1981年、5連覇を狙ったアムステルゴールドレースでは5位に終わったが、E3プライス・フラーンデレン3連覇、オムロープ・ヘットフォルク、ヘント～ウェヴェルヘム、パリ～ツール、エトワール・ド・ベセージュを制する活躍を見せた。
1982年、パリ～ルーベを初制覇。またアムステルゴールドレースではステファン・ロッシュを下し、5度目の優勝を飾る。また同年のツール・ド・フランス第9ステージ前半のチームタイムトライアルでは、TIラレーチームの制覇に貢献。
1983年、2度目のロンド・ファン・フラーンデレンを制覇し、国内選手権も優勝。また例年のごとく、他のクラシックレースでも活躍を見せたラースだが、翌1984年、選手生命を脅かす事故に遭う。
1984年のミラノ～サンレモのレース中に大量落車に巻き込まれ、背筋と内臓のいくつかの部分を損傷する大怪我を負った。もっとも、同年の国内選手権では2位、またツール・ド・フランスでは第9ステージで勝利するなど、ソコソコの活躍は見せていたが、次第に走るだけもやっとという状態に追い込まれていった。結局、翌1985年5月、これ以上競走生活を続けることは困難だとして、引退を表明した。
引退後は長年に亘ってレース監督を務めた。とりわけ、スポンサー獲得については抜群の交渉力を発揮した。しかし1994年に自身と妻が自宅で襲撃を受けるという事件に巻き込まれたことを契機に、1995年にラボバンクに移った際にはレース監督の職は捨て、チームスタッフの一員となり、2003年までその職を務めた。